# Kujitska Volia
Kujitska Volia (ucraniano: Кухі́тська Во́ля) es un pueblo de Ucrania, constituido administrativamente como una pedanía del asentamiento de tipo urbano de Zarichne, en el raión de Varash de la óblast de Rivne.
En 2025, el pueblo tenía una población de 1749 habitantes. En 2001, el pueblo tenía una población de 2059 habitantes.
Se ubica unos 30 km al suroeste de la capital municipal Zarichne, cerca del límite con la óblast de Volinia.

## Historia
Antes de la fundación del actual municipio de Zarichne en 2020, el pueblo era sede de un consejo rural en el raión de Zarichne. El consejo rural incluía como pedanías a Zhdan y Óstrivsk.